# Ptychochrominae
A Ptychochrominae a sugarasúszójú halak (Actinopterygii) osztályába, a sügéralakúak (Perciformes) rendjébe és a Cichlidae családjába tartozó alcsalád.

## Rendszerezés
Az alcsalásba az alábbi nemek és fajok tartoznak:
- Katria (Stiassny & Sparks, 2006)
  - Katria katria (Reinthal & Stiassny, 1997)
- Oxylapia (Kiener & Mauge, 1966)
  - Oxylapia polli (Kiener & Mauge, 1966)
- Ptychochromis (Steindachner, 1880)
  - Ptychochromis oligacanthus (Bleeker, 1868)
  - Ptychochromis grandidieri (Sauvage, 1882)
  - Ptychochromis inornatus (Sparks, 2002)
  - Ptychochromis onilahy (Stiassny & Sparks, 2006)
  - Ptychochromis makira (Stiassny & Sparks, 2006)
  - Ptychochromis loisellei (Stiassny & Sparks, 2006)
  - Ptychochromis curvidens (Stiassny & Sparks, 2006)
  - Ptychochromis insolitus (Stiassny & Sparks, 2006)
- Ptychochromoides (Kiener & Mauge, 1966)
  - Ptychochromoides betsileana (Boulenger, 1899)
  - Ptychochromoides vondrozo (Sparks & Reinthal, 2001)
  - Ptychochromoides itasy (Sparks, 2004)

## Előfordulásuk
Az ide tartozó fajok Madagaszkár területén honosak.